# George W. McBride
George W. McBride (Lafayette, 1854. március 13. – Portland, 1911. június 18.) az Amerikai Egyesült Államok szenátora (Oregon, 1895–1901).